# أليخاندرو بون
أليخاندرو بون (بالإنجليزية: Alex Bone)‏ هو لاعب كرة قدم بريطاني، ولد في 26 ديسمبر 1971 في إستيرلينغ في المملكة المتحدة. لعب مع نادي آير يونايتد ونادي روس كاونتي ونادي سانت ميرين.

## وصلات خارجية
- أليخاندرو بون على موقع Soccerbase.com (لاعب) (الإنجليزية)